# Yoko-Shiho-Gatame
Yoko-Shiho-Gatame est une technique de contrôle au sol (Osae komi waza) du Judo.

## Traduction
| Kanji | Rōmaji | Français       |
| ----- | ------ | -------------- |
| 横    | Yoko   | Côté           |
| 四方  | Shiho  | 4 coins        |
| 固    | Gatame | Immobilisation |

## Principe
Uke est sur le dos. Tori s’agenouille sur le côté droit d’Uke. Tori dégage le bras droit de Uke vers le haut. Avec son bras droit, il passe entre les jambes d’Uke, par-dessous la jambe gauche pour venir attraper la ceinture dans le dos d'Uke.Tori met son bras gauche sous la tête d’Uke et saisit le col fermement derrière la tête d’Uke. Tori prend du contact pointrine/poitrine en tirant Uke à lui et en poussant sur ses orteils en contrôlant fermement en groupant son corps. Le genou droit de Tori doit être placé exactement au-dessus de l’os coxal.

## Liaisons debout-sol
La prise Ude-gaeshi (retournement par le coude) permet d’amener l’adversaire au sol et de placer Kami-Shiho-Gatame.

## Retournements amenant à Yoko-Shiho-Gatame

### Latéral par barrage
Tori se place devant la défense d’Uke et place son bras dans le pli du bras d’Uke afin de ressortir par l’aisselle, son autre main se place dans le dos en attrapant la ceinture. Tori tend sa jambe du côté où il tient la ceinture et s’y laisse basculer, la jambe fait alors obstacle à Uke qui se fait renverser. Tori peut aussi du bras qui soulève le bras d’Uke venir saisir son propre revers afin de ne pas laisser échapper son adversaire. Une fois retourné complètement, tori immobilise Uke en Yoko-Shiho-Gatame.

### Latéral par les coudes
Tori est sur le côté et passe son bras à l’intérieur de la défense d’Uke , entre son genou et son coude, il traverse la position pour venir se positionner sur le coude opposé d’Uke. Son autre bras passe devant le visage de son adversaire pour venir rejoindre l’autre main. Tout en tirant violemment vers lui de façon à chasser les deux appuis avant d’Uke, tori pousse à l’aide de sa poitrine l’épaule de façon à faire basculer tout le poids de son adversaire sur l’épaule qui est dans le vide. En avançant Tori peut retourner complètement Uke de façon à l’immobiliser en Yoko-Shiho-Gatame ou Kami-Shiho-Gatame.

### En allongeantUke
Tori est derrière Uke de façon à pouvoir se lever, soulever le corps d’Uke à l’aide de sa ceinture, engager les deux jambes entre les cuisses de l’adversaire et se pencher en avant en soulevant les membres inférieurs d’Uke avec ses talons afin de l’écraser sur le tapis. Tori doit également passer ses bras entre ceux d’Uke pour la seconde partie du retournement. Tori peut désormais choisir entre l’étranglement depuis cette position hadaka-jime ou kata-ha-jime (ja) en prenant un bras. Tori peut aussi retourner Uke pour obtenir l’étranglement allongé sur le dos sous forme de kata-ha-jime avec le bras levé pour placer la main derrière la nuque d’Uke. Tori peut aussi décider de retourner complètement Uke afin de l’immobiliser, aussi il passe ses bras sous les aisselles d’uke dans la position sur le ventre afin d’attraper les revers, bascule sur le côté en maintenant la prise de ses jambes.
Puis passe son pied sous une jambe pour soulever, du côté opposé au renversement, et retourne uke pour le maintenir en Yoko-Shiho-Gatame ou Kami-Shiho-Gatame.

### Immobiliser avec une jambe
Tori est entre les jambes d’Uke qui est sur le dos, il passe un bras sous une jambe de Uke pour la soulever et la poser sur sa cuisse en passant de deux appuis au sol sur les genoux à un seul. Tori saisit ensuite la ceinture d’uke, puis exerce une pression forte sur l’autre cuisse afin de passer le genou et soulève la jambe qui repose sur sa cuisse au niveau de son épaule (attention aux contres en Sankaku-Jime ou Juji-Gatame). Tori surpasse ensuite la jambe au sol d’Uke pour l’immobiliser en maintenant l’autre jambe haute de façon à le placer sur ses épaules, Yoko-Shiho-Gatame.

## Combinaisons

### En Sankaku-Jime défense
Tori est sur le dos et Uke entre ses jambes tente soit de passer une main par l’extérieur pour saisir sa ceinture soit de passer le bras par l’intérieur pour saisir le revers. À cet instant Tori saisit le bras et se décale sur le côté en engageant le creux poplité sur la nuque d’Uke. Tori engage ensuite le bras du côté de la jambe qui est sur la nuque d’Uke sous la jambe et la ramène près de sa poitrine. Tori repousse avec sa jambe la tête d’uke et tire dans le même temps sa jambe vers lui pour le faire basculer et l’immobiliser en Yoko-Shiho-Gatame ou Hon-Gesa-Gatame en maintenant la jambe d’Uke en l’air pour mieux le plaquer au sol.

## Contre amenant à Yoko-Shiho-Gatame
Un contre de Tate-Shiho-Gatame aboutit à l’immobilisation en yoko-shiho-gatame.

## Sorties

### Sortie basse en accrochant la tête avec les jambes
Tori place sa main gauche sur le cou d’uke et lève les genoux. Tori ressert les genoux afin de contrôler l’épaule d’Uke. En gardant les genoux serrés, tori descend ces genoux en poussant avec sa main droite sur le cou d’Uke (les épaules d’Uke doivent descendre sur le corps tête sur le bassin de tori). Tori garde alors la pression avec sa main gauche et vient chercher à passer sa jambe gauche par-dessus la tête pour le mettre au niveau de sa main gauche.
Pour contrer, Uke tourne sa tête du côté des jambes de Tori et colle sa tête au corps de Tori pour que celui-ci ne passe pas sa jambe gauche.
Cette sortie est issue du Katame No Kata.

### Accrocher avec les jambes
Avec la main droite, repousser la jambe droite d’Uke pour l'accrocher avec les jambes. Ou encore, en rétropulsant le corps, intercaler le genou droit, sous le corps adverse, pour le ramener entre les jambes.

### Sortie basse genou sur la hanche
Tori se sert de la redescente de sa jambe gauche pour prendre appui sur elle et tourner son bassin vers Uke. En pontant sur sa jambe gauche (pour créer un passage entre tori et uke), tori essaie de passer son genou droit entre les genoux d’uke et sa hanche. Dans le même temps, il sort le bras qui est bloqué. À l’aide de son autre bras tori saisit uke dans le dos puis vient placer le bras libéré le plus loin possible. Tori pivote rapidement en portant le poids d’uke avec sa jambe pliée sous le ventre et en tirant avec ses deux bras. En maintenant suffisamment Uke, Tori peut revenir sur lui l’immobiliser.
Pour contrer, Uke avance son genou droit et cherche à basculer tori sur ses épaules avec le haut de son corps.
Cette sortie est issue du Katame No Kata.

### Sortie haute
Tori se sert du fait d’être décollé au niveau des épaules par rapport à Uke pour saisir avec sa main droite le judogi l’intérieur de la jambe droite d’Uke et avec sa main gauche la ceinture d’Uke. Tori se sert du fait qu’il veuille le remettre sur les épaules, pour changer ses appuis au niveau des jambes (le pied droit se repose au sol). Tori ponte alors vers sa gauche en ramenant les jambes d’Uke au-dessus de sa tête.
Pour contrer, uke allonge ses jambes, descend son bassin le plus bas possible et relève la tête.
Cette sortie est issue du Katame No Kata.

### Sortie par la gauche
Si Uke avance trop la tête, Tori se tourne vers la gauche en appliquant l'avant-bras gauche contre la nuque ou le cou d’Uke ; en souplesse, il amène la jambe gauche et repousse la tête de celui-ci pour se dégager.

### Passer sous le coude gauche
Tori, s’aidant des deux mains placées à la manche gauche, soulève le coude gauche d’Uke, pour glisser ensuite son bras en dessous et vers la gauche.

## Contres

### Tate-Shiho-Gatame
Uke passe sa main gauche par-dessus la tête de Tori et saisissant sa ceinture à deux mains va se grouper vers sa droite pour venir intercaler son genou droit devant ceux de tori. Pour cela il s’aide de la poussée du pied gauche et de l’avant-bras droit. Il amène ainsi tori entre ses jambes, le retourne sur la gauche et suit en Tate-Shiho-Gatame.

### Ude-hishigi-ude-gatame
Tori place son bras libre devant la tête d’Uke de façon à la repousser vers ses jambes. D’un geste tori accroche le bras d’Uke qu’il passe entre ses cuisses à l’aide de ses deux jambes, tori place un pied dans le creux poplité de l’autre jambe et serre très fortement le bras emprisonné.
Puis tout en repoussant la tête au moyen de ses bras, tori tend violemment ses jambes pour emporter le bras d’uke.
Aussitôt Uke est décalé vers ses jambes, Tori recommence en crochetant la tête cette fois, en tendant la jambe le bras d’uke qui tient le col se retrouve tendu et par une pression sur le coude tori inflige une clé de bras nommée ude-hishigi-ude-gatame (ja). Tori peut également pivoter pour sortir de l’immobilisation et immobiliser à son tour.

## Passage de grade
Dans le cadre de la progression française de judo, cette technique est enseignée au niveau des ceintures blanches-jaunes.
Yoko-shiho-gatame est utilisé dans le Katame-no-kata.